# Cratere Mot
Mot è un cratere sulla superficie di Ganimede.